# Pippu
Pippu (jap. 比布町 Pippu-chō) – miasto w Japonii, w prefekturze Hokkaido, w podprefekturze Kamikawa. Według danych na rok 2020 miejscowość zamieszkiwało 3 520 mieszkańców , a gęstość zaludnienia wyniosła 40,5 os./km².